# Brug 225
Brug 225 is een vaste brug in Amsterdam-Centrum.

## Omschrijving
De verkeersbrug, zonder fysieke scheiding voetpad en rijweg, is gelegen in de oostkade van de Kloveniersburgwal en overspant de Raamgracht. Er ligt hier al eeuwenlang een oeververbinding. De brug werd in 1927 buiten gebruik was gesteld vanwege herstelwerkzaamheden, maar bleef zwak, vanaf 1928 mocht zwaar verkeer (bruto gewicht 5500 kg) niet meer over de brug. De huidige brug (gegevens 2017) uit voorjaar 1951 is deels afkomstig van de bruggendienst van de Dienst der Publieke Werken met als hoofdarchitect Piet Kramer, zonder dat de brug aan hem toegewezen kan worden; hij zou de consoles hebben ontworpen. Het betrof een vernieuwing, die er voor zorgde dat verkeer en schepen veertien weken moesten omrijden en -varen.
De brug ging jarenlang als Zandbrug door het leven, vernoemd naar de nabijgelegen Zandstraat en Zanddwarsstraat. In 2016 trok de Gemeente Amsterdam alle officieuze tenaamstellingen in en vanaf april van dat jaar de brug dus anoniem door het leven (dat wil zeggen alleen onder brugnummer).
De brug is omgeven door rijks- en gemeentelijke monumenten:
- Raamgracht oneven nrs. 1 tot en met 9 (rijksmonumenten)
- Raamgracht even nrs. 4, 6, 10 en 12 (rijksmonumenten)
- Kloveniersburgwal oneven nrs. 59 tot en met 67 (rijksmonumenten)
- Kloveniersburgwal oneven nrs. 73 tot en met 79 (rijksmonumenten, 75 gemeentemonument)
- Kloveniersburgwal even nrs. 52 tot en met 62 (rijksmonumenten)
- Oost-Indische Huisbrug (brug 223) (gemeentemonument)

## Afbeeldingen

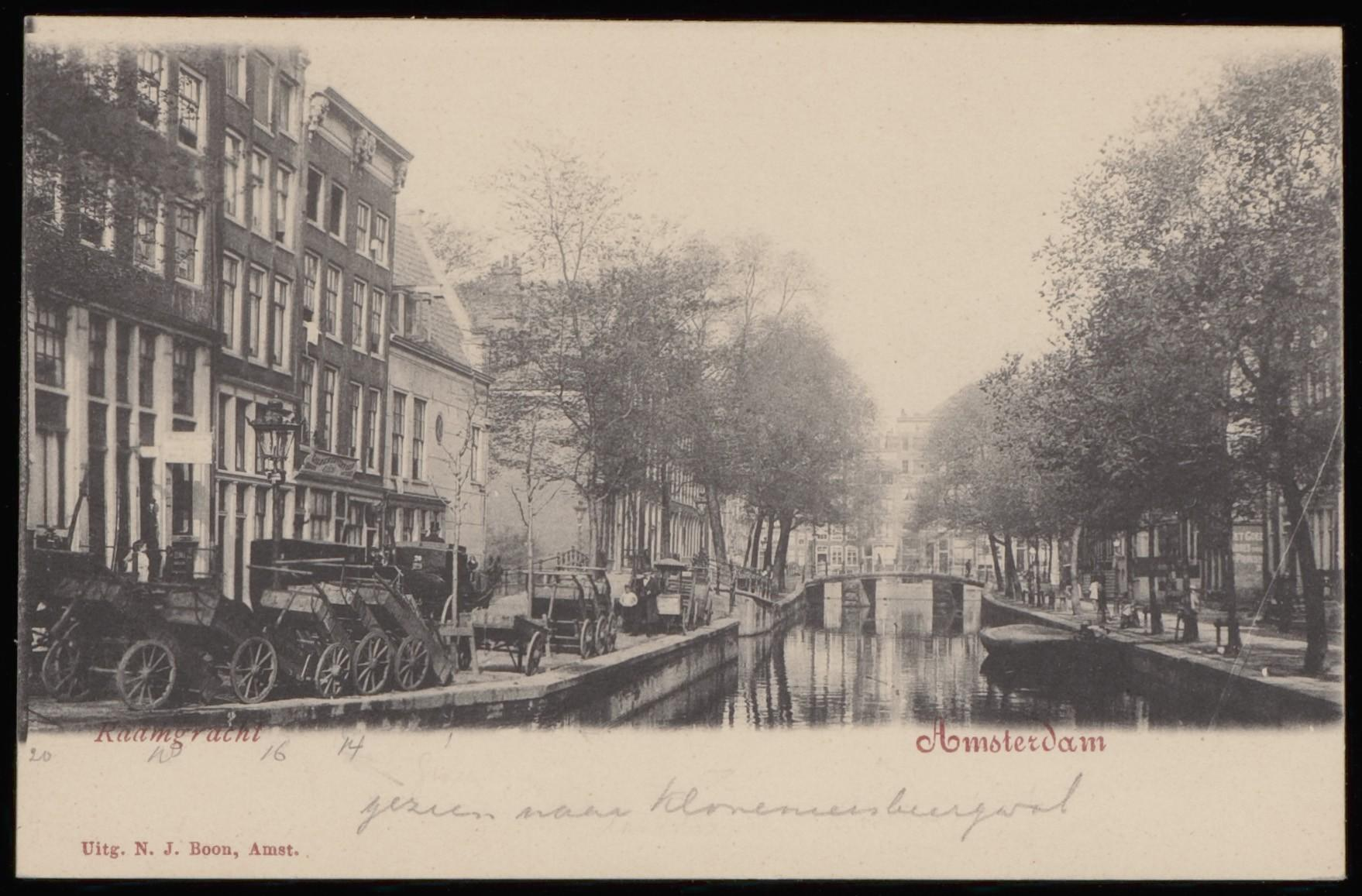
Brug 225 recht vooruit, links brug 228 over de Groenburgwal (circa 1900)
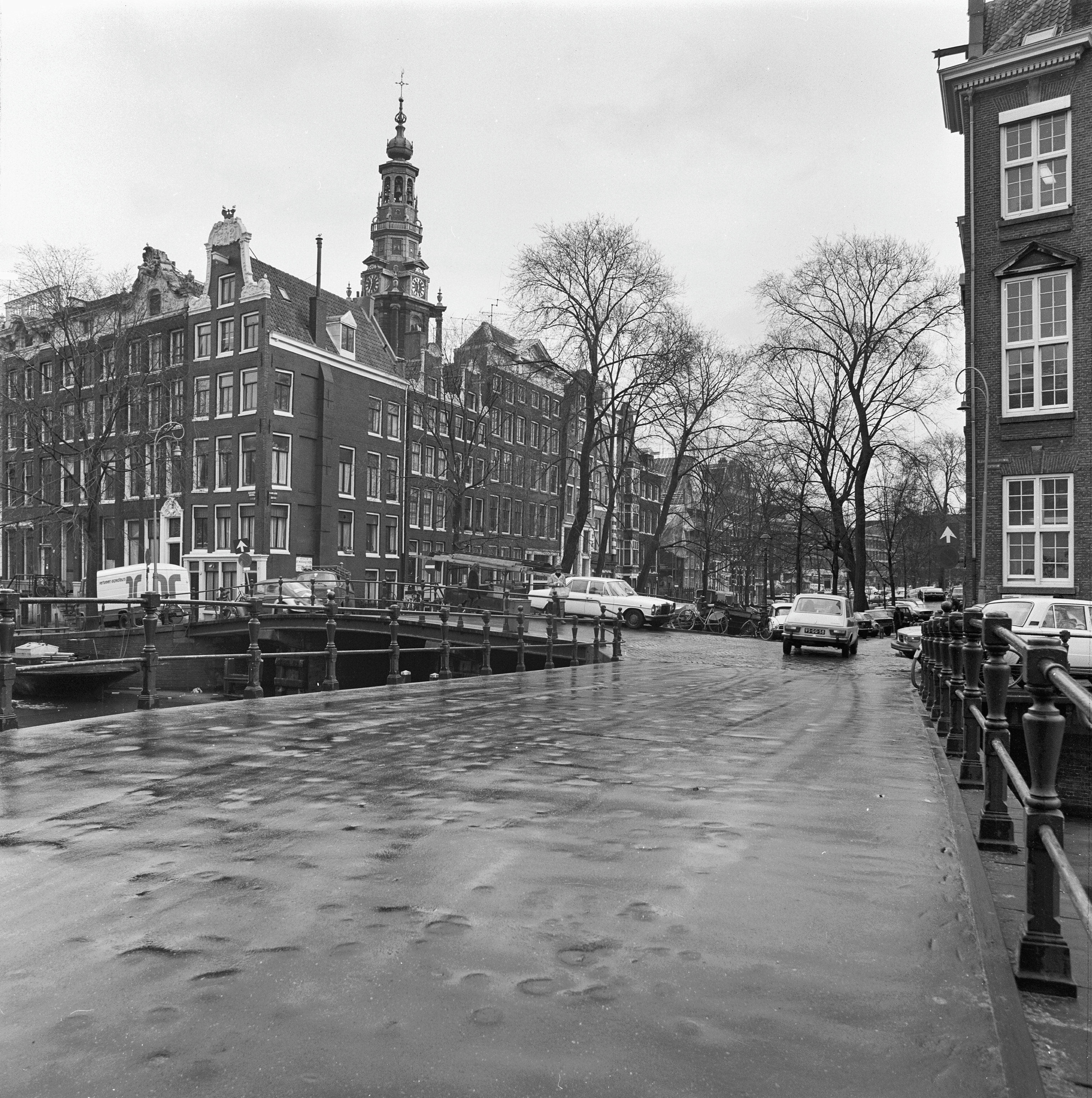
De brug 225 gezien vanaf de Oost-Indische Huisbrug (1976)
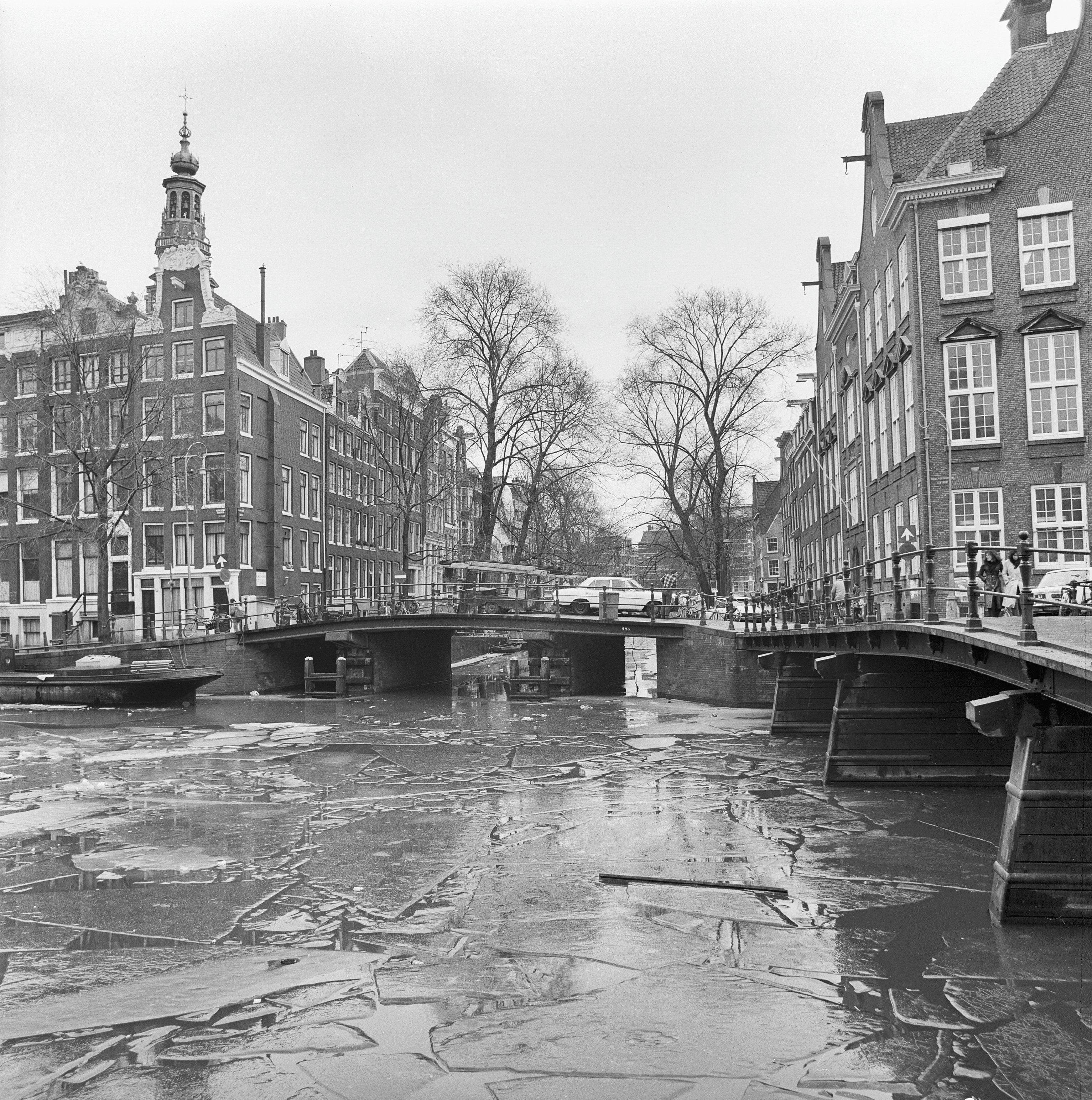
De brug 225 met rechts de Oost-Indische Huisbrug (1976)
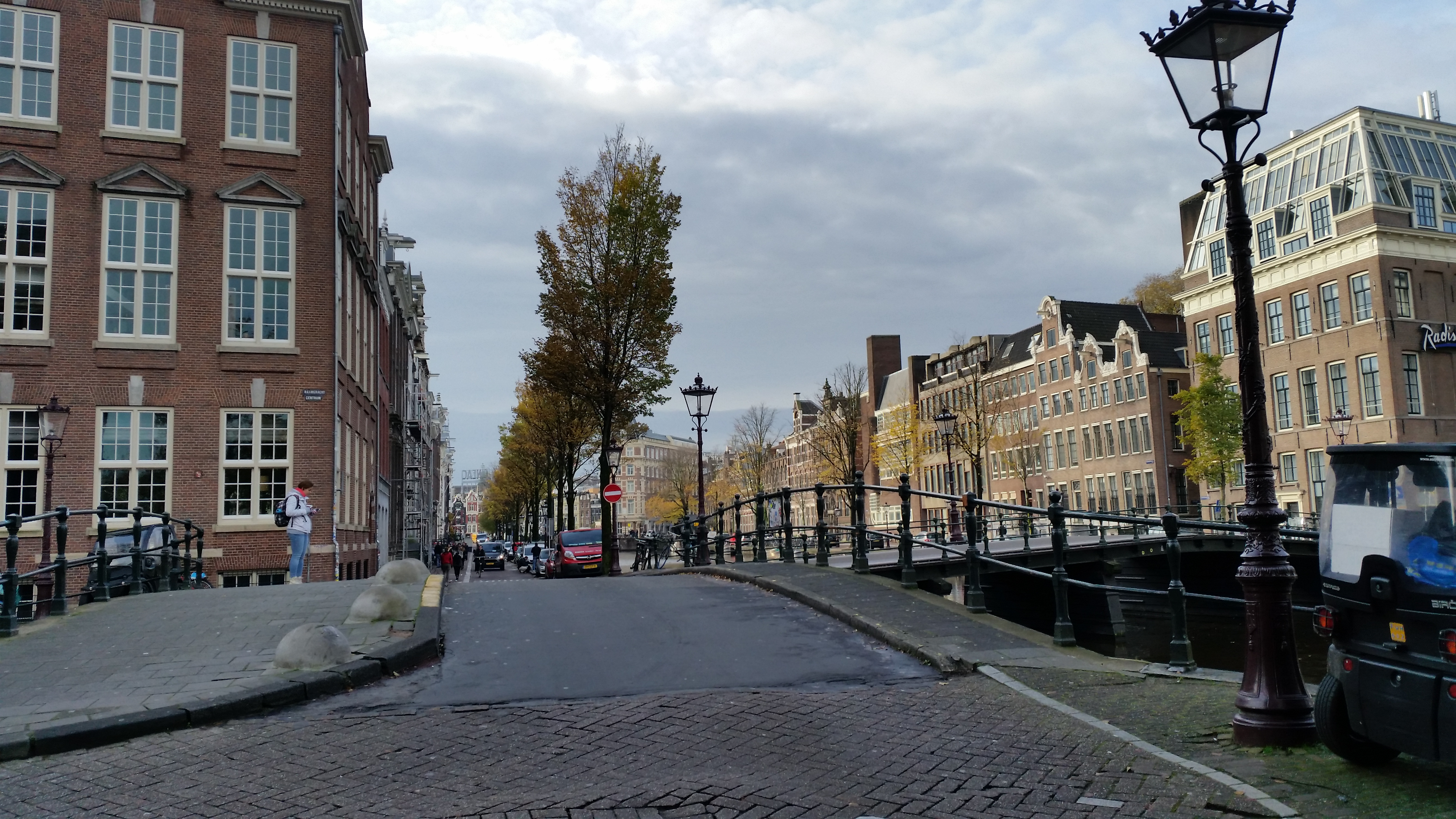
Kromming van brug 225 met rechts brug 223 (november 2019)

<<< · 200 · 201 · 202 · 203 · 204 · 205 · 206 · 207 · 208 · 209 ·  210 · 211 · 212 · 213 · 214 · 215 · 216 · 217 · 218 · 220 · 221 · 222 · 223 · 224 · 225 · 226 · 227 · 228 · 228P · 229 · 230 · 231 · 232 · 233 · 234 · 235 · 236 · 237 · 238 · 239 ·  240 · 241 · 242 · 243 · 244 · 245 · 246 · 247 · 248 · 249 ·  250 · 251 · 252 · 253 · 254 · 255 · 256 · 257 · 258 · 259 · 260 · 261 · 262 · 263 · 264 · 265 · 266 · 267 · 270 · 271 · 272 · 273 · 274 · 275 · 277 · 278 · 279 · 280 · 281 · 283 · 285 · 286 · 287 · 288 · 289 · 290 · 291 · 292 · 293 · 295 · 296 · 297 · 298 · 299 · >>>
Brugnummers 219, 268, 269, 276, 282, 284, 294 zijn niet (meer) in omloop.